# Cantheschenia longipinnis
Cantheschenia longipinnis är en fiskart som först beskrevs av Fraser-brunner 1941.  Cantheschenia longipinnis ingår i släktet Cantheschenia och familjen filfiskar. IUCN kategoriserar arten globalt som livskraftig. Inga underarter finns listade.